# Darja Mullakajeva
Darja Vasiljevna Mullakajeva (ryska: Дарья Васильевна Муллакаева), född 18 juni 1998 i Perm, är en rysk simmare.
Mullakajeva tävlade för Ryssland vid olympiska sommarspelen 2016 i Rio de Janeiro. Hon var med i Rysslands lag som slutade på sjunde plats på 4 × 200 meter frisim, men hon simmade endast i försöksheatet.